# Třída Odin
Třída Odin byla třída pobřežních bitevních lodí německého císařského námořnictva. Jednalo se o vylepšenou verzi třídy Siegfried. Celkem byly postaveny dvě jednotky této třídy. Ve službě byly v letech 1896–1917. Po vyřazení sloužily k pomocným účelům a nakonec byly přestavěny na nákladní lodě.

## Stavba
Celkem byly v letech 1893–1896 postaveny dvě jednotky této třídy. Stavbu provedly císařské loděnice Kaiserliche Werft Danzig v Danzigu a Kaiserliche Werft Kiel v Kielu.
Jednotky třídy Odin :
| Jméno | Loděnice                 | Založení kýlu | Spuštěna | Dodání         | Status                                                                     |
| ----- | ------------------------ | ------------- | -------- | -------------- | -------------------------------------------------------------------------- |
| Odin  | Kaiserliche Werft Danzig | 1893          | 1894     | 22. září 1896  | Od roku 1917 depotní loď. Přestavěna na nákladní loď, sešrotována 1935.    |
| Ägir  | Kaiserliche Werft Kiel   | 1892          | 1985     | 15. října 1896 | Od roku 1916 ubytovací hulk. Přestavěna na nákladní loď, ztroskotala 1929. |

## Konstrukce

Odin

Výzbroj tvořily tři 238mm kanóny kanóny umístěné po jednom v barbetách, deset 88mm kanónů a tři 450mm torpédomety. Pohonný systém tvořilo osm kotlů a dva parní stroje s trojnásobnou expanzí o výkonu 4650 hp (Ägir 5120 hp), pohánějící dva lodní šrouby. Nejvyšší rychlost dosahovala 14,4 uzlu (Ägir 15 uzlů). Dosah byl 2200 námořních mil při rychlosti 10 uzlů.

### Modernizace
V letech 1901–1904 byly obě jednotky přestavěny. Trup byl prodloužen a výkon motorů zvýšen. Rychlost dosáhla 15,5 uzlu. Dosah se zvětšil na 3000 námořních mil při rychlosti 10 uzlů.